# Café Lumière
Pour plus de détails, voir Fiche technique et Distribution.
Café Lumière est un film nippo-taïwanais réalisé par Hou Hsiao-hsien, sorti en 2003 à l'occasion d'un hommage pour le centenaire du cinéaste Yasujiro Ozu.

## Synopsis
Yoko revient d'un séjour à Taïwan. La jeune femme visite une librairie à Jimbocho, le quartier des bouquinistes de Tokyo. C'est Hajime qui dirige la boutique. Ce garçon silencieux enregistre le bruit des trains qui traversent la ville. Après le divorce de ses parents, Yoko avait été élevée par son oncle devenu aveugle, à Yubari, dans l'île d'Hokkaido, au nord du pays. Aujourd'hui, elle reprend contact avec son vrai père et sa nouvelle épouse. Yoko fait une recherche sur le compositeur taïwanais Jiang Wen-Ye (en), qui travailla un certain temps au Japon. Hajime aide Yoko dans ses travaux. Ils s'entendent bien et fréquentent ensemble les nombreux cafés de Tokyo… C'est la fête d’Obon, Yoko est de retour chez son père. Elle lui annonce qu'elle est enceinte d'un Taïwanais et qu'elle souhaite garder l'enfant pour l'élever seule. Son père et sa belle-mère semblent inquiets…

## Fiche technique
- Titre : Café Lumière
- Titre original : 珈琲時光, Kōhī Jikō
- Réalisation : Hou Hsiao-hsien
- Scénario : Chu Tien-wen et Hou Hsiao-hsien
- Directeur de la photographie : Mark Lee Ping-bin
- Musique : Yōsui Inoue
- Monteur : Liao Ching-sung
- Chef décorateur : Toshiharu Aida
- Pays d'origine :  Japon /  Taïwan
- Langue : japonais
- Distributeur France : Diaphana Films
- Exportation/Distribution internationale : Wild Bunch
- Genre : Drame, Portrait
- Durée : 109 minutes (1h49)
- Dates de sortie :
  -  Japon : 10 décembre 2003 / (Ozu 100 Memorial) (première) / septembre 2004 (sortie nationale)
  -  Italie : 10 septembre 2004 (Mostra de Venise)
  -  Canada : 15 septembre 2004 (Festival international du film de Toronto)
  -  États-Unis : 16 octobre 2004 (Festival du film de New York)
  -  Royaume-Uni : 4 novembre 2004 (Festival du film de Londres)
  -  Taïwan : 3 décembre 2004
  -  France : 8 décembre 2004

## Distribution
- Yo Hitoto  : Yoko
- Tadanobu Asano : Hajime
- Masato Hagiwara : Seiji
- Fusako Urabe